# Vladimir Berkovich
Vladimir G. Berkovich, russisch Владимир Гильевич Беркович, Wladimir Giljewitsch Berkowitsch (* um 1950), ist ein russisch-israelischer Mathematiker, der sich mit arithmetischer algebraischer Geometrie und nichtarchimedischer (p-adischer) analytischer Geometrie befasst.

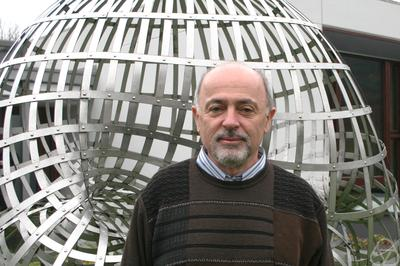
Vladimir Berkovich, Oberwolfach

Berkovich wurde 1976 bei Yuri Manin an der Lomonossow-Universität Moskau promoviert. Er lehrt am Weizmann-Institut für Wissenschaften in Rechovot.
1990 führte er Berkovich-Räume ein, das Analogon analytischer Räume bei p-adischen Zahlen. Ein Beispiel ist die Berkovich-Gerade.
2012 wurde er Fellow der American Mathematical Society. 1991/92 und 2000 war er am Institute for Advanced Study.
Er erhielt den Humboldt-Forschungspreis.
1998 war er Invited Speaker auf dem Internationalen Mathematikerkongress in Berlin (p-adic analytic spaces).

## Schriften
- Spectral theory and analytic geometry over non-Archimedean fields (= Mathematical Surveys and Monographs. 33). American Mathematical Society, Providence RI 1990, ISBN 0-8218-1534-2.
- Étale cohomology for non-Archimedean analytic spaces. In: Publications Mathématiques de l’IHÉS. Band 78, 1993, S. 5–161.
- Vanishing cycles for non-Archimedean analytic spaces In: Jornal of the American Mathematical Society. Band 9, Nummer 4, 1996, 1187–1209.
- Smooth {\displaystyle p}-adic analytic spaces are locally contractible. In: Inventiones Mathematicae. Band 137, 1999, 1–84.
- Integration of One-forms on P-adic Analytic Spaces (= Annals of Mathematical Studies. 162). Princeton University Press, Princeton NJ u. a. 2007, ISBN 978-0-691-12741-5.